# Kielmeyera decipiens
Kielmeyera decipiens är en tvåhjärtbladig växtart som beskrevs av N. Saddi. Kielmeyera decipiens ingår i släktet Kielmeyera och familjen Calophyllaceae. Inga underarter finns listade i Catalogue of Life.